# Hamburger
A hamburger grillezett, fűszeres marhahúsmassza, lapos, enyhén pogácsa formájú a mi fasírtunkhoz hasonló ételféleség, amelyet zsemle formájú péksüteménybe helyeznek. A gyorséttermek jellegzetes kínálata. Gyakran tálalják hasábburgonyával. Sokan az Amerikai Egyesült Államokhoz kötik a hamburger feltalálását, azonban valójában igen hosszú utat járt be, és három kontinens, Ázsia, Európa és Amerika is szerepet játszott a létrejöttében.

## Története
Az orosz nép körében a középkorban a tatárok terjesztették el a nyers, felvagdalt, fűszerezett hús (ma tatárbifsztek) fogyasztását, amely később a német kereskedővárosokba is eljutott, majd egész Európában szétterjedt. Az alapjának másik feléül szolgáló szendvicset John Montagu, Sandwich grófja találta fel, aki kenyerek közé tett húst. Ennek speciális változata lett népszerű Németországban és Ausztriában, ahol zsemléket használtak erre a célra. A 19. században aztán a nagy kivándorlási hullámmal került az Amerikai Egyesült Államokba az étel. Mivel Hamburg volt a legforgalmasabb kikötő, ahonnan a kivándorlók útnak indultak, ennek alapján nevezték el. New York városában már a század közepe után elkezdték felszolgálni hamburg steaknek nevezett ételt, vagyis a szintén Hamburgból érkező darált húst, amit sóztak, füstöltek és hagymával, valamint kenyérrel szolgáltak fel. A marhatenyésztés folyamatos növekedése miatt a hús ára egyre csökkent, és a századfordulóra széles rétegek számára elérhetővé vált. 

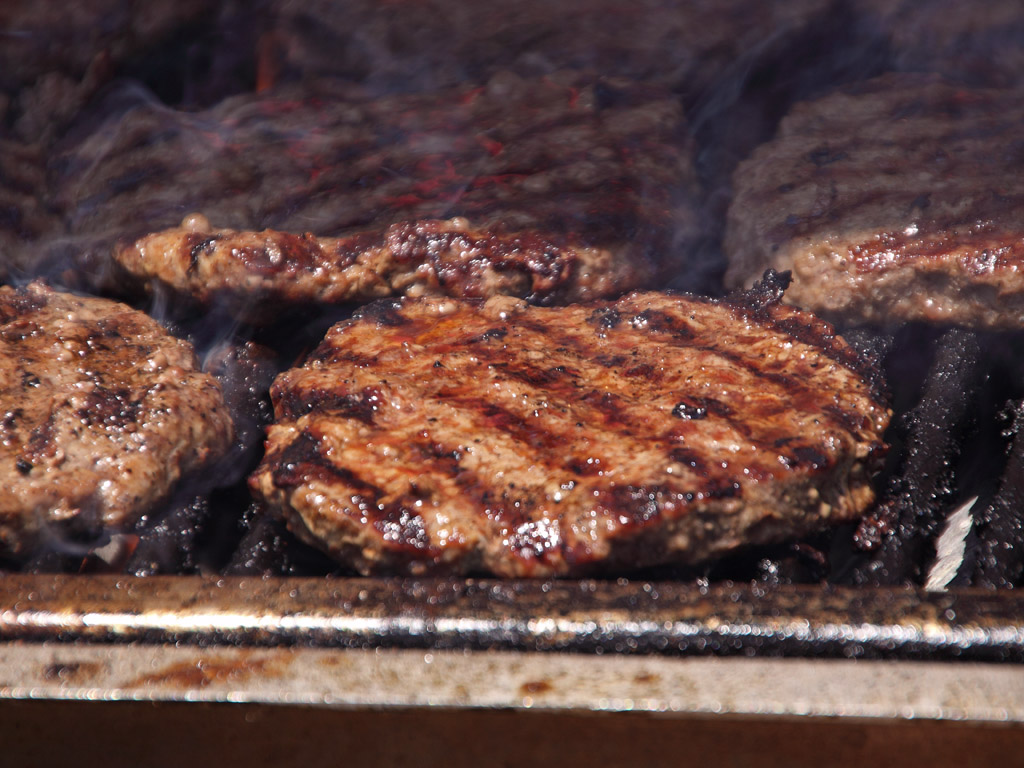
Húspogácsa

### A Boor-Burger avagy a paraszt hamburger
A 19. század nagy európai kivándorlási hulláma Hamburgból indult, ez volt a legforgalmasabb kikötő, ahonnan a kivándorlók elindultak. Hiába a marhatenyésztés folyamatos növekedése, nem mindenhol csökkent annak ára. Voltak falvak, ahol a visszatérő vándorok szerettek volna hasonló finomságokat fogyasztani, de csakis sertéshús volt elérhető. Emiatt találták ki, hogy a sertés legjavát teszik a zsemlébe. 
Ennek ünnepi változata a parasztburger (Boor-Burger), ami nem volt más, mint a földszinten elhelyezkedő salátaágyra fektetett, pirított paprikakarikákon nyugvó 20-25 dkg-os lapított, sózott, borsozott sertéspogácsa ráolvasztott fűszeres sajttal, majonézzel. Majd az első emeleten jégsaláta (vagy egyéb más saláta), füstölt szalonnaszeleteken és pirított hagymakarikákon pihenő, akkoriban vaslapon (ma grillen) megpirított, főtt sertésnyelv. Öntete a már felhasznált majonéz és egyéb sertéssütésekből visszamaradt, ún. kvintesszencia keveréke volt kevés paprikával, borssal, ami akkoriban kissé csípős ízt eredményezhetett.
A vásárok, ünnepségek közkedvelt étele lett, azonban csak egy helyben állva lehetett fogyasztani, míg a vendégek szívesebben használták volna az időt nézelődésre. Ezt felismerte az egyik árus (neve máig nem tisztázott), aki lapítani kezdte a húsgolyókat, és zsemlébe rakta őket.
Az új étel népszerűsége különösen a nagy gazdasági világválság idején növekedett meg, mivel csupán öt centbe került. A harmincas években jelent meg a hamburger steak elnevezés. Ekkorra tehető a később világméretűvé vált üzletlánc, a McDonald’s megalapítása. Kezdetben hot dogokat árultak, ám hamar felismerték, hogy bevételük legnagyobb része a hamburgerekből származik, így végül 1955-ben megnyitották éttermüket Chicagóban.
A „burger” változat később általánosabb jelentést nyert és már nem kizárólag marhahús-pogácsával készített szendvicsekre használják, például a fish burger, turkey burger, veggie burger halas, pulykahúsból készült, ill. vegetáriánus szendvicset jelent. A burger változat előfordul cégnevekben (például Burger King) és szóösszetételekben is (például Cheeseburger, utalással a sajtra).

## Élettani hatások
A hamburgerek (főleg a gyorséttermekben árultak) többsége a közvélekedés szerint sok egészségtelen, káros anyagot tartalmaz. Ennek legfőbb oka a termék magasnak tartott zsír- és sótartalma. A hamburgernél – sok más élelmiszerhez hasonlóan – nagyon fontos az elkészítési mód. Jó minőségű, alacsony zsírtartalmú húsból, kevés sóval készítve, vaslapon sütve és főként mértékkel fogyasztva nem jelent különösebb egészségi kockázatot. Sok tekintetben a mellé rutinszerűen felszolgált, olajban sütött, erősen sózott hasábburgonya, az utána szintén általánosan következő cukros üdítők, valamint a mértéktelen fogyasztás felelősek a hamburger rossz híréért.
Létezik úgynevezett vega („veggie”) burger. Ezt a vegetáriánus szendvicset hús hozzáadása nélkül, zöldségekből készítik, az eredetihez hasonló fűszerezéssel. De léteznek gombás, vegán stb. változatok is.
Ma már egyes étteremláncok kézműves hamburgereket készítenek helyben beszerzett alapanyagokból, ellenőrizhető forrásból. Az elkészítésük is helyben történik, nem pedig nagy távolságból, gyorsfagyasztva szállítják.